# Can Capell (Sant Joan de les Abadesses)
Can Capell és una obra de Sant Joan de les Abadesses (Ripollès) inclosa a l'Inventari del Patrimoni Arquitectònic de Catalunya.

## Descripció
Aquesta casa, composta de planta baixa i un pis, és la més ben conservada de la resta de les cases del mateix carrer que conformen la façana al riu Ter, al centre històric. No té afegiments ni participacions posteriors que la desvirtuï, ja que es va reconstruir o reformar al voltant de 1868. La façana principal té una reixa en la finestra de la planta baixa, i una majòlica, i està formada per una doble secció d'arcades que formen unes galeries.